# Osmia relicta
Osmia relicta là một loài Hymenoptera trong họ Megachilidae. Loài này được Popov mô tả khoa học năm 1954.